# Cheumatopsyche anema
Cheumatopsyche anema är en nattsländeart som beskrevs av G. Marlier 1959. Cheumatopsyche anema ingår i släktet Cheumatopsyche och familjen ryssjenattsländor. Inga underarter finns listade i Catalogue of Life.